# Letiště Reykjavík
Mezinárodní letiště v Reykjavíku (IATA: RKV, ICAO: BIRK) (islandsky Reykjavíkurflugvöllur) leží v hlavním městě Islandu Reykjavíku. Po mezinárodním letišti v Keflavíku je to druhé největší islandské letiště. Letiště slouží většinou jen pro vnitrostátní lety, mezinárodní lety se odchylují do Keflavíku, který leží asi 50 km od islandské metropole. První let z letiště proběhl dne 3. září 1919 – uskutečnil jej letoun Avro 504. Rekonstrukce letiště začala v roce 2000 a trvala 2 roky.

## Vybavení a vzhled
Na letišti jsou dva terminály. Hlavní terminál slouží pro domácí a mezinárodní lety společnosti Air Island; menší terminál potom jen pro některé mezinárodní a více pro domácí lety. Letiště má tři vzletové a přistávací dráhy. Nejdelší je runway 01/19 se svými 1 567 m, po ní dráha 13/31 s 1 230 m a nejkratší dráha 06/24 má pouhých 960 m. Všechny dráhy jsou asfaltové.